# ایستگاه شیموسا-کوزاکی
ایستگاه شیموسا-کوزاکی (به لاتین: Shimōsa-Kōzaki Station) یک ایستگاه قطار در ژاپن است که در کوزاکی واقع شده‌است.